# 科雷拉
科雷拉，是西班牙拉里奥哈自治区的一个市镇。总面积8平方公里，总人口252人（2001年），人口密度32人/平方公里。